# Glenn Loury
Glenn Cartman Loury (né le 3 septembre 1948 à Chicago, Illinois) est un économiste et auteur américain. Il est professeur à l'Université Brown. 

## Biographie
Loury a grandi dans les quartiers sud de Chicago en tant qu'enfant de parents ouvriers. Adolescent, il travaille de nuit et fréquent le Southeast Junior College pendant la journée, où obtient une bourse pour l'université Northwestern. 
À l'université Northwestern, Loury obtient en 1972 un B. S. en mathématiques. En 1976, il obtient son Ph. D. en économie au MIT sous la direction de	Robert Solow. 
De 1976 à 1979, Loury est professeur assistant d'économie à la Northwestern University. De 1970 à 1980, il est professeur associé et de 1980 à 1982 professeur d'économie à l'université du Michigan. Il est professeur d'études afro-américaines à l'université Harvard de 1982 à 1984 et professeur d'économie politique à la John F. Kennedy School of Government de 1984 à 1991.  Loury a été le premier professeur noir du département d'économie de Harvard.  En 1991, Loury change pour l'université de Boston, où il est professeur d'économie jusqu'en 2005. Il y fonde en 1997 l'Institute on Race and Social Division, dont il est le  directeur jusqu'en 2003. En 2005, Loury est nommé Merton P. Stoltz Professor of the Social Sciences and Professor of Economic à l'Université Brown.

## Position politique
Politiquement, Loury était proche du parti républicain jusqu'au milieu des années 1990. Loury a particulièrement critiqué la politique de discrimination positive. En 1984, lors d'une réunion de la National Urban Coalition à laquelle ont participé des représentants du  mouvement américain des droits civiques, il a déclaré que ce mouvement était dépassé. Les Noirs devraient assumer la responsabilité de leurs propres problèmes sociaux au lieu de pointer du doigt le racisme blanc. Cette déclaration a suscité des critiques parmi les intellectuels noirs américains. Loury a été le premier choix de Ronald Reagan en 1987 pour le poste de sous-secrétaire à l'éducation sous le secrétaire américain à l' éducation William John Bennett.  Il a refusé rapidement la proposition pour des raisons personnelles. Il a été révélé plus tard qu'il était inculpé pour voies de fait à la suite d'un différend relationnel, affaire qui a ensuite été abandonnée. 
À partir du milieu des années 1990, Loury s'est davantage rapproché des positions du libéralisme américain moderne.  En 2016, il se décrit comme étant proche du centre ou du centre-droit du parti démocrate. 

## Publications
Loury a publié plus d'une centaine d'articles scientifiques, ses recherches couvrant différents domaines, parmi lesquels la microéconomie, l'économie du bien-être, la répartition des revenus, l' Organisation industrielle et la théorie des jeux. Loury a écrit des articles pour divers journaux et dirige le blog vidéo The Glenn Show .
Livres
- One by One From the Inside Out: Essays and Reviews on Race and Responsibility in America. New York, 1995.
- The Anatomy of Racial Inequality. Cambridge, 2002.
- Ethnicity, Social Mobility and Public Policy: Comparing the US and the UK mit Tariq Modood und Steven Teles. Cambridge, 2005.
- Race, Incarceration, and American Values. A Boston review book mit Pamela Karlan, Tommie Shelby und Loic Wacquant. Cambridge, 2008.

## Prix et distinctions
- 1985-1986: bourse Guggenheim
- depuis 1994: Elu Fellow de la Société d'économétrie
- 1996: American Book Awards pour One by One From the Inside Out
- depuis 1999: Membre élu du Council of Foreign Relations
- depuis 2000: Elu Fellow de l'Académie américaine des arts et des sciences
- 2000-2001: Carnegie Endowment Scholarship
- 2005: Prix John von Neumann
- 2008: Doctorat honoris causa de l'Université Tuskegee
- depuis 2009: Nommé membre de la Commission du droit et de la justice de l'Académie nationale des sciences
- depuis 2011: Membre élu de la Société américaine de philosophie
- depuis 2017: Elu Distinguished Fellow de l'American Economic Association